# رادینوسور
رادینوسور (نام علمی: Rhadinososaurus) نام یک سرده از رده خزندگان است.